# Noël Mamère

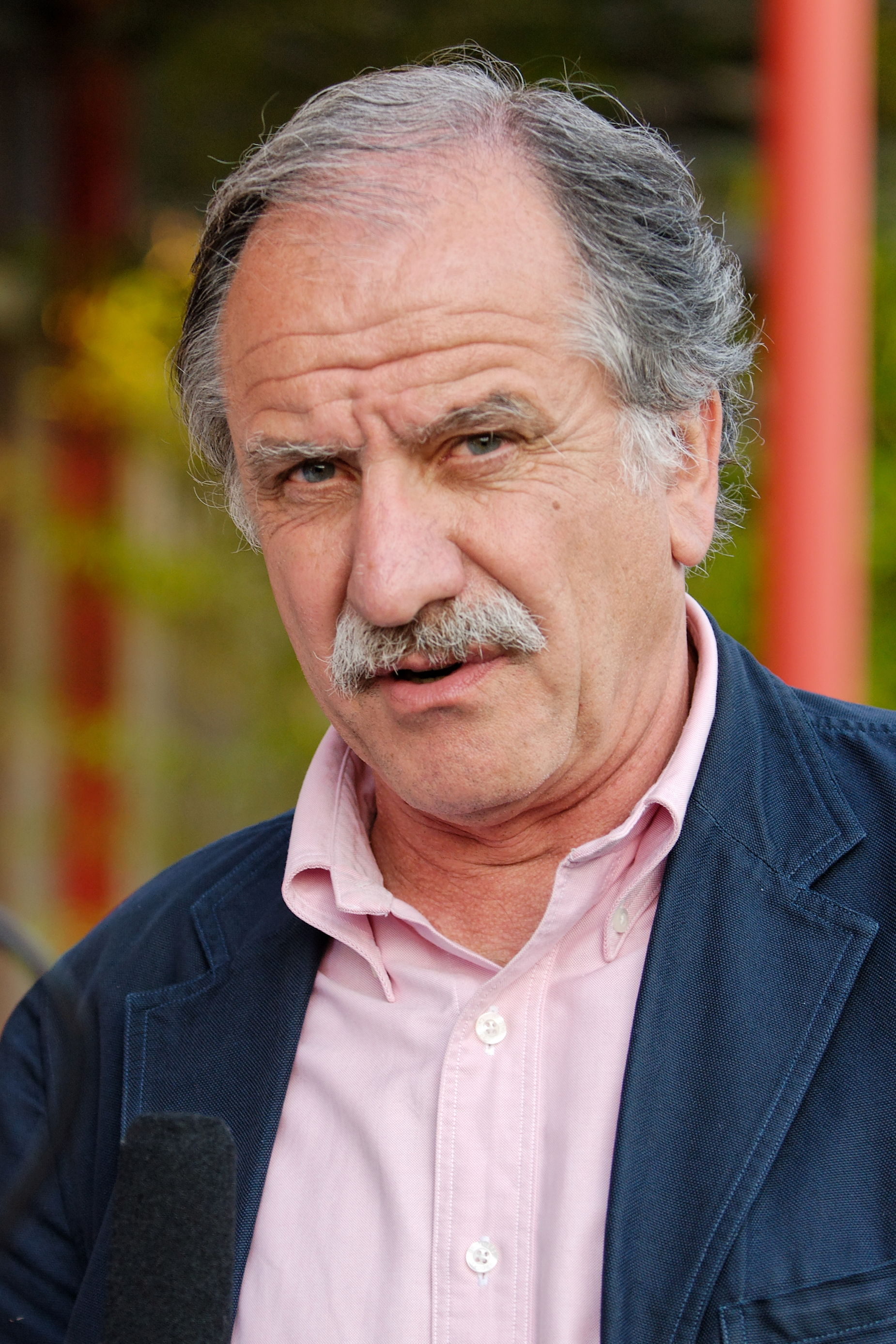
Noël Mamère (2009)

Noël Mamère (* 25. Dezember 1948 in Libourne, Département Gironde) ist ein französischer Journalist und Politiker ökologischer Orientierung. Er war von 1989 bis 2017 Bürgermeister der Stadt Bègles (Gironde), von 1994 bis 1997 Mitglied des Europäischen Parlaments und von 1997 bis 2017 Mitglied der französischen Nationalversammlung. Mamère war der Kandidat von Les Verts bei der Präsidentschaftswahl 2002.

## Ausbildung, Beruf, Familie
Noël Mamère wurde als Sohn von Roger Mamère und Marthe Simon, beide Schuhhändler, geboren. Das familiäre Milieu war katholisch und politisch rechtsgerichtet und Noël besuchte zunächst eine Jesuitenschule. Er studierte an der juristischen Fakultät der Universität Bordeaux (Maîtrise 1972) und am Institut d’études politiques de Bordeaux (Diplom 1973). Parallel zum Studium arbeitete er von 1969 bis 1972 als freier Mitarbeiter beim öffentlich-rechtlichen Rundfunk ORTF in Bordeaux. Von 1973 bis 1977 war er Assistent am Journalismusinstitut der Universität Bordeaux. 1974 machte er ein Diplôme d’études approfondies (DEA) in Politikwissenschaft, 1976 promovierte er in Kommunikationswissenschaft.
Parallel dazu war er 1974–75 Korrespondent der Tageszeitung Le Quotidien de Paris für die Region Aquitanien; 1975 bis 1977 war er für den Regionalsender FR3 Bordeaux Aquitaine und für Radio Monte Carlo tätig. Von 1977 bis 1982 war er Redakteur und Moderator der Umwelt- und Verbraucherschutzsendung C’est la vie auf Antenne 2. Anschließend war er Moderator und stellvertretender Chefredakteur der Nachrichtensendung Antenne 2 Midi. Von 1986 bis 1992 war er Redakteur und Moderator der Sendung Résistance auf Antenne 2.
Mamère ist mit Françoise Pichon-Mamère verheiratet, die Dozentin an der Universität Paris IV ist. Der Sohn des Paares, Adrien Mamère, ist Rechtsanwalt.

## Politische Karriere
Mamère begann sein politisches Engagement bei der Parlamentswahl 1988, als er im 10. Wahlkreis von Gironde als Nachrückekandidat für den sozialistischen Abgeordneten Gilbert Mitterrand (Sohn des damaligen Staatspräsidenten François Mitterrand) antrat. Im Jahr darauf kandidierte er bei der Kommunalwahl in Bègles – eine Nachbargemeinde von Bordeaux – an der Spitze einer Liste unter der Bezeichnung Majorité Présidentielle als Gegenkandidat zum offiziellen Kandidaten der Parti socialiste. Er wurde zum Bürgermeister der Stadt gewählt. Dieses Amt hatte er während der folgenden 28 Jahre inne – viermal wurde er wiedergewählt. Im Jahr 1990 gründete er gemeinsam mit Brice Lalonde die politische Bewegung Génération Écologie, deren stellvertretender Vorsitzender er 1992 wurde. Zwei Jahre später kam es aber zum Bruch, er verließ darauf die Partei und gründete eine neue eigenständige Bewegung Convergence Écologie et Solidarité (CES), deren Vorsitz ihm auch übertragen wurde.
Bei der Europawahl 1994 zog er über die Liste von Bernard Tapie, Énergie Radicale, in das Europäische Parlament ein. Bis Ende 1996 war er Vorstandsmitglied der Fraktion der Radikalen Europäischen Allianz (ARE), dann wechselte er in die Fraktion der Grünen. Im EU-Parlament war er Vorsitzender der Delegation im Gemischten Parlamentarischen Ausschuss EU-Malta, Mitglied im Ausschuss für Umweltfragen, Volksgesundheit und Verbraucherschutz sowie 1996–97 im nichtständigen Untersuchungsausschuss für BSE. Nach seinem Fraktionswechsel zu den Grünen übernahm er einen Sitz im Ausschuss für Kultur, Jugend, Bildung und Medien.
Bei der Parlamentswahl im Juni 1997 wurde Mamère in die französische Nationalversammlung gewählt, wo er während der folgenden vier Legislaturperioden (bis 2017) den 3. Wahlkreis des Départements Gironde vertrat. Sein Mandat als Europaparlamentarier legte er dafür nieder. Ebenfalls 1998 schloss sich Mamère mit der Gesamtheit seiner Bewegung CES der grünen Partei Les Verts an.
Im Oktober 1999 bezeichnete Mamère in der Talkshow Tout le monde en parle auf France 2 den Strahlenschutzexperten Pierre Pellerin als „sinistre Persönlichkeit“. Er warf dem langjährigen Leiter der Regierungsbehörde für den Schutz vor ionisierender Strahlung (SCPRI) vor, nach der Nuklearkatastrophe von Tschernobyl 1986 verbreitet zu haben, dass die radioaktive Wolke nicht die französischen Grenzen überquert habe. Pellerin zeigte Mamère und den damaligen Direktor von France 2 wegen Beleidigung an. Das Tribunal correctionnel sprach Mamère im Oktober 2000 der „öffentlichen Verletzung der Ehre eines Staatsbediensteten“ schuldig und verurteilte ihn zu einer Geldstrafe von 10.000 Francs (ca. 1.525 Euro). Die Berufungs- und Revisionsinstanz bestätigten das Urteil. Mamère erhob dagegen Beschwerde zum Europäischen Gerichtshof für Menschenrechte (EGMR), der 2006 eine Verletzung von Artikel 10 der Europäischen Menschenrechtskonvention (Freiheit der Meinungsäußerung) feststellte. Mamères Äußerungen seinen sarkastisch, aber noch im Rahmen hinnehmbarer Übertreibung oder Provokation, weshalb eine Verurteilung nicht „in einer demokratischen Gesellschaft notwendig“ zum „Schutz des guten Rufes oder der Rechte anderer“ (im Sinne des Artikel 10) gewesen sei.
Ende Mai 2000 warf Mamère in einer Parlamentsrede dem damaligen Staatspräsidenten Jacques Chirac Wahlbetrug vor. Chirac habe seit seiner Wahl zum Bürgermeister von Paris illegale Aktionen seiner Unterstützer gedeckt. Hintergrund war, dass im Wählerverzeichnis des 3. Arrondissements von Paris Personen geführt wurden, die dort gar nicht wohnten. Der Präsident der Nationalversammlung Raymond Forni (PS) erteilte Mamère einen Ordnungsruf (rappel à l’ordre). Diese Sanktion wird im französischen Parlament nur sehr selten ausgesprochen. Mamères Äußerungen waren Forni zufolge „inakzeptabel“ und verstießen gegen „jede republikanische Tradition“, die es verbiete, das Staatsoberhaupt persönlich anzugreifen.
Im Vorfeld der Präsidentschaftswahl 2002 trat Mamère zur parteiinternen Vorwahl der Grünen an. Im ersten Wahlgang lag er mit 42,8 Prozent vorn, in der Stichwahl unterlag er jedoch mit 48,9 zu 50,3 Prozent gegen Alain Lipietz. Nach dessen umstrittenem Vorschlag einer Amnestie für korsische Nationalisten setzte die Partei Lipietz aber wieder ab. Mamère schloss zunächst kategorisch aus, als Ersatzkandidat anzutreten. Nachdem auch Dominique Voynet auf die Kandidatur verzichtete, ließ sich Mamère umstimmen. Der Parteirat nominierte ihn als Präsidentschaftskandidaten und die Basis der Verts bestätigte ihn mit 80 %. Im ersten Wahlgang der Präsidentschaftswahl kam Mamère mit knapp 1,5 Millionen Stimmen (5,25 %) auf den siebten Platz. Dies war bis dato das beste Ergebnis eines Präsidentschaftskandidaten der Grünen. Mamères Erfolg trug zu einer Zersplitterung des linken Lagers bei. Diese hatte zur Folge, dass der sozialistische Kandidat Lionel Jospin nur auf Platz drei kam und die Stichwahl zwischen dem konservativen Amtsinhaber Jacques Chirac und dem Rechtsextremen Jean-Marie Le Pen stattfand.

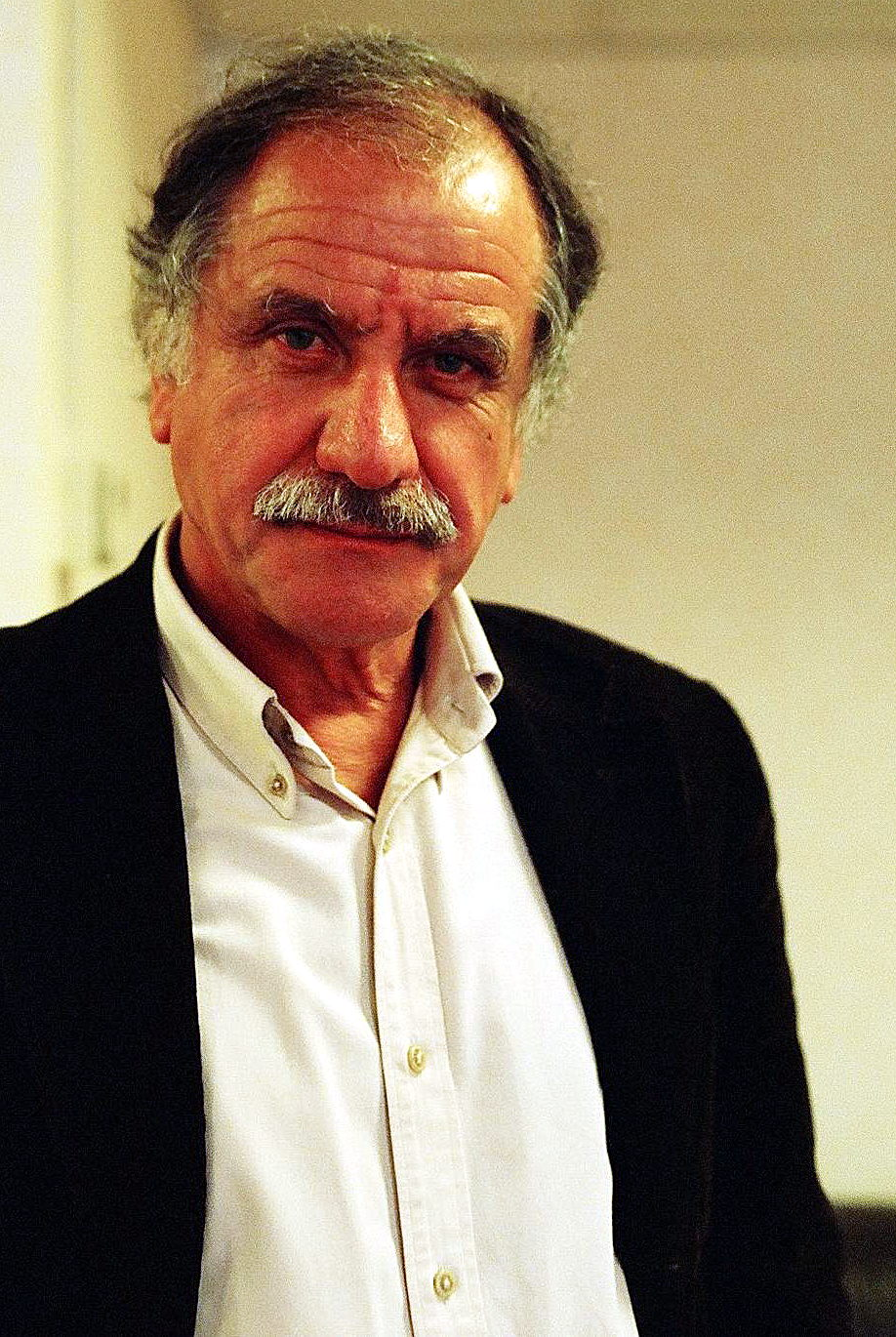
Mamère im Januar 2006

Als Bürgermeister von Bègles vollzog Mamère am 5. Mai 2004 die erste Eheschließung eines gleichgeschlechtlichen Paares in Frankreich. Die gleichgeschlechtliche Ehe war damals gesetzlich noch nicht vorgesehen, zudem war Mamère örtlich nicht zuständig, weil die beiden Bräutigame nicht in Bègles wohnten, sondern eine fiktive Adresse angegeben hatten. Das französische Innenministerium suspendierte den Bürgermeister für einen Monat von seinem Amt. Das Tribunal de Grande Instance von Bordeaux erklärte die Ehe anschließend für nichtig, diese Entscheidung wurde auch von den höheren Instanzen bis zum Kassationshof aufrechterhalten.
Im Jahr 2004 beteiligte sich Mamère am illegalen Herausreißen von gentechnisch veränderten Maispflanzen auf einem Feld im Département Haute-Garonne. Das Berufungsgericht von Toulouse verurteilte ihn – zusammen mit sieben weiteren „Feldbefreiern“ – zur Zahlung von 63.000 Euro Schadenersatz an die Firma Pioneer Génétique. Da er die Zahlung verweigerte, wurden im März 2006 seine Bankkonten gesperrt.
Die Partei Les Verts ging 2010 in Europe Écologie-Les Verts (EELV) auf. Mamère verließ diese Partei im September 2013, blieb aber Mitglied der Fraktion Groupe écologiste in der Nationalversammlung. Bei der Parlamentswahl im Juni 2017 trat er nicht für eine Wiederwahl an, er kandidierte lediglich als Nachrücker für die sozialistische Kandidatin Naïma Charaï, die jedoch im ersten Wahlgang ausschied. Auch sein Bürgermeisteramt legte er Ende Juni 2017 nieder. Im Dezember 2017 berief Benoît Hamon Mamère in das provisorische Führungsgremium seiner neuen Partei Génération.s. Im Juni 2018 erklärte er seinen Rückzug aus der Politik.

## Schriften
- Le cas Zemmour. Comment en est-on arrivé là. Mit Patrick Farbiaz, Éditions les petits matins, Paris 2022, ISBN 978-2-36383-330-3.
- L’Écologie pour sauver nos vies. Éditions les petits matins, Paris 2020.
- Les Terrestres. Mit Raphaelle Macaron, Éditions du Faubourg, Paris 2020.
- Contre Valls. Réponse aux néoconservateurs. Mit Patrik Farbiaz, Éditions les petits matins, Paris 2016.
- Les Mots verts. Pour une écologie du langage. Mit Stéphane Bonnefille, Éditions de l’Aube, La Tour-d'Aigues 2016.
- Changeons le système, pas le climat. Manifeste pour un autre monde. Mit Patrik Farbiaz, Flammarion, Paris 2015.
- Contre Zemmour. Réponse au Suicide français. Mit Patrik Farbiaz, Éditions les petits matins, Paris 2014.
- Gens de Garonne. Roman, Éditions Ramsay, Paris 2000.
- La Dictature de l’audimat. Éditions La Découverte, Paris 1988.